# Мосенкіс Юрій Леонідович
Юрій Леонідович Мосенкіс (нар. 18 січня 1970) — український мовознавець, професор кафедри української мови та прикладної лінгвістики Інституту філології Київського національного університету імені Тараса Шевченка, доктор філологічних наук, член президії Академії наук вищої освіти України, член Національної спілки письменників України, дійсний член Болгарської академії наук і мистецтв, дійсний член Бразильської академії словесності, член-кореспондент Європейської академії наук, мистецтв та літератури (Франція), почесний доктор Інституту культури (Франція), лауреат премії Інституту культури (Франція), член ПЕН-клубу (Бельгія).
Мосенкіс Ю. Л. створив наукову школу, спрямовану на дослідження мови українського фольклору, класичної та сучасної української літератури (під його керівництвом захищено 3 докторські і 20 кандидатських дисертацій).

## Життєпис
Юрій Мосенкіс народився в родині службовців.
У 1987 р. закінчив школу (з поглибленим вивченням математики і спеціальністю програміста) і вступив на відділення української мови та літератури філологічного факультету Київського державного університету імені Т.Г. Шевченка (тепер - Київський національний університет імені Тараса Шевченка).

## Творчість
Юрій Мосенкіс — автор багатьох книг та публікацій про походження української мови, її роль у розвитку цивілізації, особливості молодіжного мовлення, зокрема, 
- «Деякі питання вивчення далеких генетичних зв'язків української мови» (1996),
- «Теоретичні аспекти поглибленого діахронічного дослідження основної лексики» (1997),
- «Українська мова в євразійському просторі» (2006),
- «Міфологічні слова-символи в українській мовній картині світу» (2010, у співавт.),
- «Український молодіжний сленг як динамічний феномен» (2008, у співавт.),
- «Мовна символіка та міфопоетика текстів Тараса Шевченка» (2006, у співавт. з проф. Н. В. Слухай).

Є співавтором підручника для вищих навчальних закладів «Українська мова», організатором і науковим редактором двох перших видань першого в Україні словника молодіжного сленгу, укладеного С. В. Пиркало: «Перший словник українського молодіжного сленгу» (1998) і «Український молодіжний сленг сьогодні» (1999). 
За його науковою редакцією видано:
- «Молодіжний соціолект міста Умані: словник» П. М. Грабового (2009),
- «Феномен українського молодіжного сленгу: сутність, розвиток, контакти» (2009, у співавт.).
- Грабовий П. М. «Український молодіжний сленг: сучасна картина світу» (2010),
- Мельник Н. М. «Сленгові мовлення Чернігівської області в його співвідношенні з діалектним і суржиковим» (2011).

Також за редакцією дослідника до 200-річчя Кобзаря у Франції видано фундаментальну монографію Д. І. Переверзєва «Найдавніші лексичні шари української мови і мова поезії Тараса Шевченка» (Париж, 2013).
Ще однією сферою наукових інтересів Мосенкіса Ю. Л. є дослідження Трипільської культури. Зокрема, ним було запропоновано реконструкцію мови трипільської культури (докторська дисертація), трипільської міфології за мовними свідченнями, наукове пояснення загадкового обряду спалення трипільцями своїх міст через певні періоди часу, відтворено астрономічні знання та календар трипільців і запропоновано дешифрування їхньої писемності. Він також вивчає урбанізаційний вплив Трипільської цивілізації на розвиток містобудування в Україні. Загалом він є автором 35 книг українською та англійською мовою, присвячених дослідженню Трипільської культури і її впливу на формування української мови та культури. Зазначені питання висвітлені в книжках:
- «Трипільський прасловник української мови» (2001),
- «Трипільська ґенеза милозвучності української мови» (2002),
- «Трипільська держава в Україні» (2003),
- «Трипільська міфологія: короткий словник термінів» (2003),
- «Розшифрування протоіндоєвропейської трипільської писемності» (2006),
- «Словник трипільської спадщини в українській мові» (2006),
- «Cucuteni ᶊi Europa veche / Cucuteni and ancient Europe» (2016).

Історія міста Києва та його образ в українському фольклорі і фольклорі сусідніх країн також цікавлять Мосенкіса Ю. Л. як дослідника. Упродовж майже трьох десятиліть (з 1992) він досліджує архітектуру Київської Русі, її дохристиянські вірування, фольклор, літературу, літописи, мову. Численні публікації Ю. Мосенкіс присвячує фольклорній спадщині та енциклопедичним літописним текстам давнього Києва (зокрема «Слову про Ігорів похід»). Книга Ю. Мосенкіса «Києву 2500 років: Князь Кий як символ державотворення і правогенези» узагальнює результати дослідження автора щодо ролі давнього Києва в розвитку європейської цивілізації.
Ю. Мосенкіс досліджує походження давньогрецької цивілізації та дешифрування найдавніших писемностей острова Крит:
- двотомове видання «Минойская культура: лингвистический экскурс» і «Загадки лабиринта: язык и культура минойского Крита» (1998),
- «Дешифрування Фестського диска» (1998),
- «The Greek written language from the third millennium B.C.» (1999),
- «The Greek language of the Minoan inscriptions» (2000),
- «Найдавніші пам'ятки грецької мови: грецька мова кінця III — середини II тисячоліття до н. е.» (2000),
- «Ancient Occidental and Oriental inscriptions and languages with special references to Greek and Armenian» (2001),
- «Proto-Greeks 4000 years before Homer: oral history from 4600 ВС; written language from 3000 ВС; state development from 2600 ВС» (2017));

Він також є фахівцем з 
- етрускології як галузі італіаністики (серія етрускознавчих статей та етимологічний словник етруської мови (2014));
- стародавніх українсько-кавказькі зв'язків («Грузинські назви річок України» (2001), «П'ятитисячолітня традиція картвельської писемності» (2002), «Georgia and Caucasus between the Balkan-Pontic and the Near East» (2016).

## Відзнаки
У 2019 році Мосенкісу Ю. Л. присвоєно почесне звання «Заслужений діяч мистецтв України»; він також нагороджений відзнакам Київського міського голови (Подякою, Почесною грамотою, нагрудним знаком — «Знак Пошани»), Православної Церкви України (Української православної церкви Київського Патріархату) тощо.
У 2020 році Київська міська рада присвоїла звання «Почесний громадянин міста Києва».